# Дети капитана Гранта (фильм, 1936)
«Де́ти капита́на Гра́нта» — советский полнометражный чёрно-белый художественный фильм, поставленный на киностудии «Мосфильм» в 1936 году режиссёром Владимиром Вайнштоком по одноимённому роману Жюля Верна.
Премьера фильма в СССР состоялась 15 сентября 1936 года. Одна из немногих советских лент, демонстрировавшихся населению в годы войны в кинотеатрах оккупированной территории СССР.

## Сюжет
Экипаж яхты «Дункан» лорда Гленарвана в водах Шотландии поймал акулу. При разделке туши в желудке обнаружили закупоренную бутылку, из которой извлекли послание от потерпевших кораблекрушение с просьбой о помощи, изложенной на трёх языках. От длительного пребывания сосуда в воде и во внутренностях акулы текст сильно пострадал, однако удалось разобрать, что корабль капитана Гранта потерпел крушение на 37-м градусе южной широты. Долготу места крушения установить оказалось невозможно.
Гленарван едет в Лондон, чтобы организовать спасательную экспедицию, но в адмиралтействе, куда он обратился, ему отказывают, ссылаясь на неясность и неполноту информации, отмечая, что к тому же кораблекрушение произошло два года назад и шансы найти потерпевших ничтожны. Косвенная причина отказа состояла в том, что капитан Грант — шотландский патриот, мечтающий о независимости Шотландии, и основная цель его плавания состояла в поисках земель, где он намеревался основать Новую Шотландию.
Во время отсутствия лорда на яхту приехали дети капитана Гранта — сын и дочь, — в надежде что-то узнать об отце. Когда Гленарван возвратился домой, жена уговорила его отправиться на поиски капитана на «Дункане».
Путешественники, двигаясь по морю и суше, пересекают по 37-й параллели Патагонию, посещают острова Тристан-да-Кунья и Амстердам, проходят юго-восточную Австралию и Новую Зеландию. Испытав множество опасных приключений, они находят капитана Гранта на маленьком острове Табор, также лежащем на 37° южной широты.

## В ролях

Афиша в московском кинотеатре «Ударник»

- Николай Витовтов — Эдуард Гленарван, шотландский лорд и владелец яхты «Дункан»
- Мария Стрелкова — Элен Гленарван (в титрах Елена Гленарван)
- Николай Черкасов — Жак Паганель, секретарь Парижского географического общества
- Яков Сегель — Роберт Грант
- Ольга Базанова — Мэри Грант
- Михаил Романов — капитан Джон Манглс
- Давид Гутман — майор Мак-Наббс
- Иван Чувелев — боцман Айртон
- Юрий Юрьев — капитан Грант
- Николай Аделунг — Талькав, индеец
- Николай Мичурин — хозяин отеля
- Иона Бий-Бродский — консул

## Съёмочная группа
- Автор сценария — Олег Леонидов
- Режиссёр — Владимир Вайншток
- Оператор — Аркадий Кольцатый
- Художники-постановщики:

- Владимир Баллюзек
- Яков Ривош

- Композитор — Исаак Дунаевский
- Звукооператор — Вячеслав Лещев
- Сорежиссёр — Давид Гутман
- Макетные съёмки — Александр Птушко
- Текст песен — Василий Лебедев-Кумач
- Директор картины — Лев Инденбом

## Из истории создания
Часть натурных съёмок проходила в Нальчике, где со школьником, первоначально утверждённым на роль отважного сына капитана Гранта — Роберта, возникла проблема: выяснилось, что подросток отчаянно боится лошадей, тогда как по сценарию его герою предстоит немало времени проводить в седле. Поэтому на съёмки срочно вызвали другого мальчика из числа прошедших кинопробы — Якова Сегеля:17. По воспоминаниям Сегеля, ездить верхом на лошади его научил всего за одну ночь режиссёр комбинированных съёмок фильма Александр Птушко, ранее служивший в Первой конной армии:16. 
В фильме звучат две песни: «Песенка о капитане» («Жил отважный капитан…») в исполнении Николая Черкасова и «Песенка Роберта» («А ну-ка, песню нам пропой, весёлый ветер…») в исполнении К. М. Крашенинниковой и Ляли Сатеевой.

## Оценки фильма
Киновед Нина Спутницкая описала процесс создания фильма и оценила его следующим образом: «Фильм „Дети капитана Гранта“ не стал поворотным в истории кино, но даёт представление об истоках образности кинематографа Птушко. Мажорная музыкальная составляющая, Жак Паганель в исполнении Николая Черкасова, впечатляющие комбинированные съёмки (режиссёром которых был Александр Птушко) и трюки вписали противоречивую экранизацию в историю российской культуры, обеспечили фильму любовь нескольких поколений зрителей».

## Факты
В 1981 году 45-летие фильма отмечалось в столичном кинотеатре «Ударник». Из членов киносъёмочной группы на торжествах присутствовали всего трое участников — ассистент режиссёра Леонид Княжинский, исполнитель одной из главных ролей Яков Сегель и помощник гримёра Н. Масленникова:16.
Оркестровая увертюра Исаака Дунаевского к фильму использована и в советско-болгарском семисерийном телефильме 1985 года — «В поисках капитана Гранта».